# Ночные движения
«Ночные движения» (англ. Night Moves) — американский драматический фильм режиссёра Келли Рейхардт по сценарию Рейхардт и Джонатана Рэймонда. В главных ролях: Джесси Айзенберг, Дакота Фаннинг и Питер Сарсгаард.
Фильм участвовал в основной конкурсной программе 70-го Венецианского кинофестиваля, на Международном кинофестивале в Торонто 2013 года и на Фестивале американского кино в Довиле 2013 года, где он завоевал Гран-при фестиваля.

## Сюжет
Радикальные защитники окружающей среды Джош и Дена покупают лодку и буксируют её на большое расстояние, чтобы встретиться с Хармоном, бывшим морским пехотинцем. Трое покупают удобрения, собирают бомбу и загружают ее в лодку, планируя взорвать плотину, которая, по их мнению, наносит вред окружающей среде. Ночью они подъезжают к плотине на лодке, активируют бомбу и сбегают. После взрыва Хармон прощается и уезжает. Джоша и Дену останавливает полиция, но они избегают подозрений. Трое договариваются больше не контактировать друг с другом.
Джош возвращается на ферму, где он живёт и работает. Другие люди, живущие на ферме, обсуждают взрыв; СМИ сообщают, что мужчина, который разбил лагерь возле плотины, пропал. Хармон звонит Джошу и говорит ему, что Дена обеспокоена. Опасаясь, что она пойдет в полицию, Джош соглашается поговорить с ней. Дена признаёт своё чувство вины и, когда Джош нажимает на неё, не исключает разговора с полицией. Хармон говорит Джошу, что Дену нужно заставить замолчать.
Другие люди, живущие на ферме, подозревают Джоша в причастности к взрыву и просят его уйти. Он узнаёт, что пропавший мужчина утонул в наводнении, вызванном взрывом. Опасаясь, что Дена поговорит с полицией, он застаёт её врасплох в спа-салоне, где она работает; он пытается предупредить ее не разговаривать, но она нападает на него и убегает. Он находит ее прячущейся в одной из саун, где он душит ее до смерти.
Джош едет всю ночь и утром звонит Хармону в слезах, чтобы сказать ему, что Дена мертва. Хармон говорит Джошу исчезнуть и никогда больше не связываться с ним. Джош уничтожает свой телефон и начинает подавать заявление на работу в магазине принадлежностей для лагеря, прежде чем понимает, что не может заполнить требуемую информацию.

## В ролях
- Джесси Айзенберг — Джош
- Дакота Фаннинг — Дена
- Питер Сарсгаард — Хармон
- Алия Шокат — Сюрприз
- Логан Миллер — Дилан
- Кай Леннокс — Шон
- Кэтрин Уотерстон — Анна
- Бэрри Дель Шерман — Корсер
- Джеймс Легро — продавец комбикорма

## Спор о нарушении авторских прав
В сентябре 2012 года компания Edward R. Pressman Film подала иск, требуя прекратить съёмки из-за слишком большого сходства с романом Эдварда Эбби «Банда гаечного ключа», который Генри Джуст и Ариэль Шульман планировали адаптировать для санкционированного фильма. В иске утверждалось:
"В качестве примера, в обоих произведениях описывается нацеливание на плотину с целью ее разрушения с помощью лодок, груженных аммиачными удобрениями. В романе главным изготовителем бомб является ветеран, пьющий пиво, который служил за границей в качестве «зеленого берета», где он приобрел знания о взрывчатых веществах. Изготовителем бомб в «Ночных перемещениях» является ветеран, пьющий пиво, который служил за границей в качестве морского пехотинца США, где он приобрел знания о взрывчатых веществах. В романе и в «Ночных перемещениях» также фигурирует женщина 20 с небольшим лет, которая начинает как компаньонка другого члена группы, но развивает сексуальные отношения с ветераном-изготовителем бомб, несмотря на его первоначальные возражения против ее участия в незаконной деятельности группы."
Дело было урегулировано путем «переговоров за кулисами», как сообщает The Hollywood Reporter, и иск был отклонён 1 февраля 2013 года.